# Fuerzas Armadas de Liberación Nacional (Venezuela)
Las Fuerzas Armadas de Liberación Nacional (FALN) fue la organización guerrillera creada por el Partido Comunista de Venezuela (PCV) en 1962, como el brazo armado del Frente de Liberación Nacional para dar forma a los nacientes grupos rebeldes que empezaban a operar en el país para derrocar por la fuerza al segundo gobierno de Rómulo Betancourt.
Tras la política de pacificación y la legalización del Partido Comunista en 1969 llevada a cabo durante la presidencia de Rafael Caldera quedan inoperantes los frentes guerrilleros comandados por el PCV. No obstante se mantienen vigentes las células de las FALN que seguían al Partido de la Revolución Venezolana hasta finales de los setenta.
Según el exoficial de la inteligencia cubana Ulises Estrada, la creación de las FALN se enmarcó en una política de apoyo de Fidel Castro a los movimientos armados de Latinoamérica tras el triunfo de la Revolución cubana el 1 de enero de 1959.

## Organización

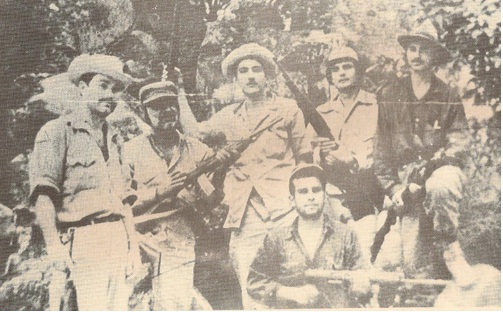
Reunión del Comando del Frente Simón Bolívar: Carlos Betancourt, Carache, Juan Carlos Parisca 'Pedro Manuel', Ramón París Aldana 'Belisario', Ignacio Medina Silva 'González', delante Fredy Carquez 'Anibal'"

Las Fuerzas Armadas de Liberación Nacional fueron controladas inicialmente por el Politburó del Partido Comunista de Venezuela, siendo su estrategia «la liberación nacional y el socialismo», y su táctica, «la lucha armada» con la creación de la Unidad Táctica de Combate (UTC) a nivel urbano y la formación de frentes guerrilleros rurales.

### Frentes guerrilleros
| Frente                                                          | Fundación               | Localización (Estado - Zona) | Comandantes | Destacamento o Brigada |
| --------------------------------------------------------------- | ----------------------- | --- | --- | --- |
| Simón Bolívar                                                   | 1961                    | Estado Lara: Montañas del Humocaro Alto, Humocaro Bajo, Cerro Blanco, Santo Domingo, Santa Marta, Laguneta. Estado Portuguesa: Los Cocos. | Fundadores - Argimiro Gabaldón (Cmte Carache), - Gregorio Lunar Marquez (Cmte Cruz), - Argelia Laya (Cmta Jacinta), - Pedro Cassiram - Tirso Pinto                                                            | Brigada 11 (El Tocuyo) Carlos Betancourt Brigada 21 (Los Humocaros) - Ivan Daza - Ali Rodríguez Araque (Cmte Fausto) Brigada 31 (Cerro Blanco, Santo Domingo, Laguneta, Santa Marta, Los Cocos) Juan Carlos Parisca (Cmte Pedro Manuel) |
| José Antonio Páez                                               | Diciembre de 1961       | Estado Portuguesa Charal, Tucupido, Sipororo, Boconoito, San Nicolas. Estado Trujillo Guaramacal, Las Negritas, Los Volcanes, San Juan de Dios Loma Hidalgo, Agua Linda. Estado Barinas Barranca, La Yuca, Veguita, Sabaneta.                                   | Fundadores finales de 1961 - Juan Vicente Cabezas (Cmte Pablo) - Enrique Peraza (Cmte Rafael) Enero 1962 - Fabricio Ojeda (Cmte Roberto) - Gregorio Lunar Marquez (Cmte Rolando) - Luben Petkoff (Cmte Sucre) | Destacamento Iván Barreto (Las Negritas, Cambizales, el Calvario) Miguel Castillo (Cap Blanco) Destacamento Rubén Delgado (Cuchilla Alta, Loma Hidalgo, San Juan de Dios, Guaramacal, el Cumbe, Los Volcanes) Hernán Abreu (Cap Patricio) Ramiro Pereira Pizani (Cap Alberto) Destacamento Augusto Torres (Las Aguitas, Cambizales) Ricardo León (Cap Gerónimo)                                                                                           |
| José Leonardo Chirinos                                          | 1962                    | Estado Falcón Sierra de San Luis Cruz de Taratara Estado Yaracuy Cerro Azul, Laguna Verde | - Douglas Bravo - Alejandro Suzarini (Cmte Mariñito) - Elías Manuitt Camero - Baltazar Ojeda (Cmte Ramón) - Elegido Sibada (Cmte Magoya)                                                                      | Teodoro Petkoff José Manuel Saher (alias Chema) Domingo Urbina Alí Rodríguez Araque |
| Poder Popular                                                   | Marzo de 1962           | Estado Portuguesa Cerro Negro Estado Lara Cerro Blanco | - David Esteller (Cmte Solares) - Hernán Abreu (Cmte Patricio) - Raúl Serra (Roble) | |
| Hombres Libres                                                  | Enero de 1962           | Estado Yaracuy Cerro Verde, Laguna Azul | - Teodoro Petkkof - Dr Toribio Garcia - (Flaco Vazquez) | |
| Rudas Mesones (del partido URD)                                 | mediados del año 1962   | Estado Lara Santa Marta, Laguneta, montaña de Maria Lionza | - Fabricio Ojeda, - Clodosbaldo Rusián, - Edgar Mirabal - Gonzalo - Rufo Meneses | |
| 4 de Mayo Manuel Ponte Rodríguez (honor a su muerte 24-07-1964) | a mediados del año 1963 | Estado Sucre Carupano, parte baja de San Bonifacio, San Antonio del Golfo, Santa María, Cancamure, Neblinero, Zumbador, San Juan., El Tacal Estado Monagas Caripito, Cerro Azul, Sierra de San Bonifacio, Caripe, Quiriquire, Punceres, La Bruja, Caño Becerro. | - Alfredo Maneiro (Cmte Tomás) - Lucas Mateus (Cmte Horacio) - Frank Villegas (Cmte Octavio) - Wiston Bermudez (Cmte Fonseca) - Héctor Fleming Mendoza (Cmte Coromoto) - Vicente Salazar (Cmte Vikingo)       | Destacamento Elio Carrasquero Desde Quiriquire, Punceres, Aragua de Maturin, Caripe Lucas Mateus (Cmte Horacio) Destacamento Guerra y Millan de Caripito a Quiriquire. Wiston Bermudez (Cmte Fonseca) Destacamento 4 de Mayo de Caripito a Carupano, Cariaco, San Antonio del Golfo. Héctor Fleming Mendoza (Cmte Coromoto) Vicente Salazar (Cmte Vikingo) Destacamento Tuto Lanz San Juan, Cancamure, Neblinero, TembladorOrtiz Resplandor (Cmte Madero) |
| Ezequiel Zamora                                                 | 1964                    | Estado Miranda Cerro El Bachiller, montañas del estado Miranda | - Trino Barrios, - Victor Soto Rojas, - Fernando Soto Rojas, - Américo Martín, - Moisés Moleiro | |
| Antonio José de Sucre (del Partido MIR, Bandera Roja)           | 1966                    | Estado Sucre Estado Monagas Estado Anzoátegui | - Carlos Betancourt, - Américo Silva, - Eduardo Candiales | |
| Americo Silva (del partido Bandera Roja)                        | 1967                    | Estado Anzoátegui Estado Bolívar | - Américo Silva, - Gabriel Puerta Aponte. | |

## Historia

### Orígenes y antecedentes

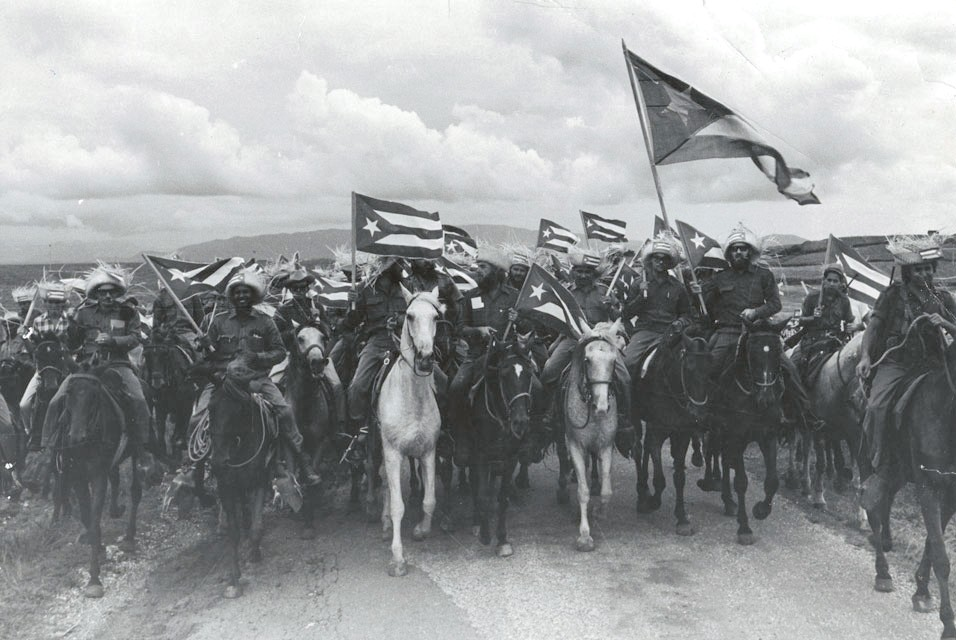
Grupo de revolucionarios a caballo tras el triunfo de la Revolución cubana que inspiraría la lucha armada en Venezuela.

En marzo de 1961, Argimiro Gabaldón planteó en el marco del III Congreso del Partido Comunista de Venezuela (PCV), del que fue secretario general y miembro directivo de la Junta Electoral, la necesidad de acudir a la lucha armada entre otros mecanismos de combate por una verdadera justicia social inspirados en la Revolución cubana. Argimiro Gabaldón (alias Comandante Chimiro) crea el primer foco guerrillero en La Azulita, estado Mérida, bajo el lema «Luchar hasta vencer»

### Presidencia de Rómulo Betancourt

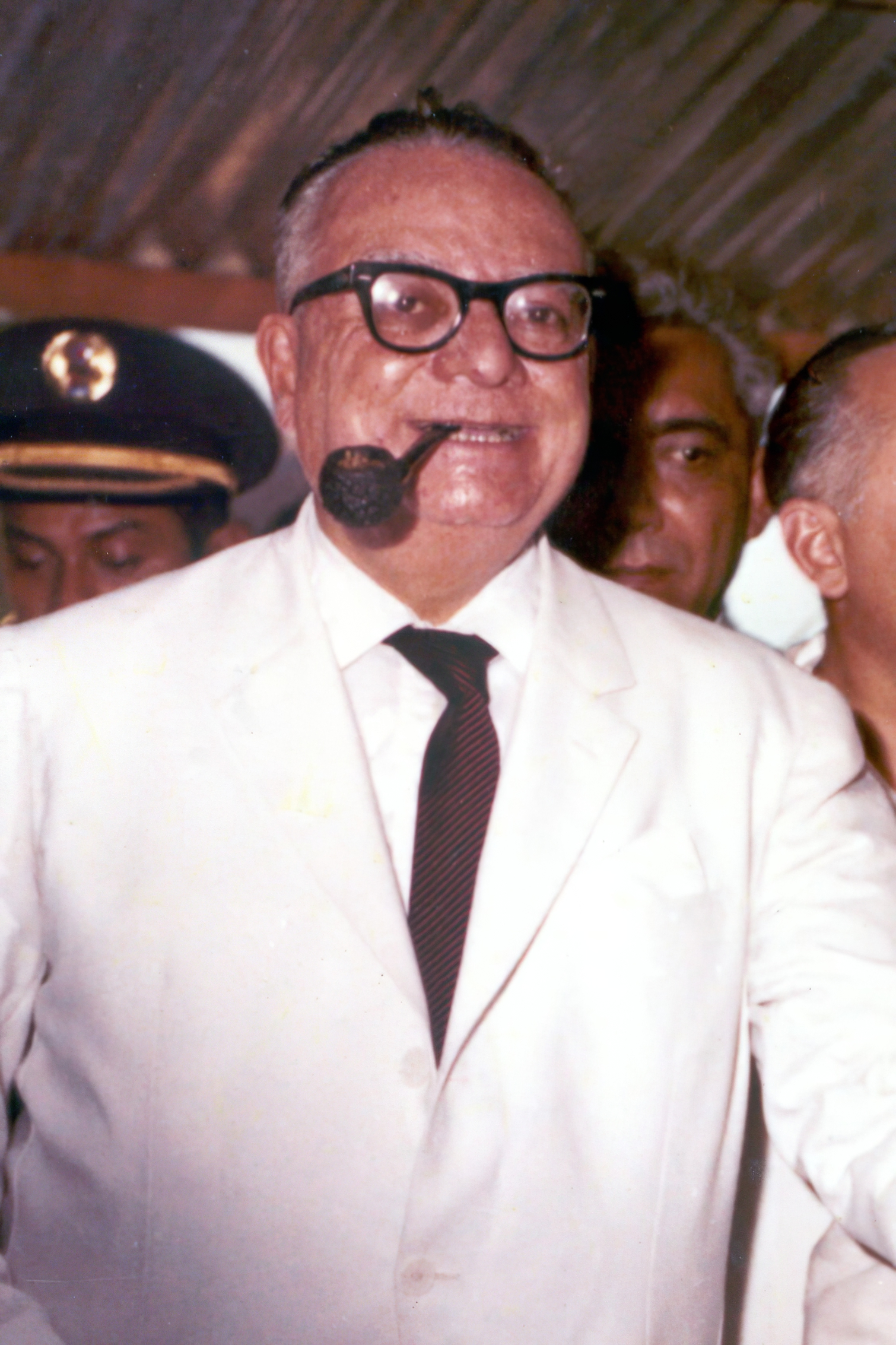
Las primeras acciones de la guerrilla se dirigieron contra el Gobierno de Rómulo Betancourt.

#### Primeros frentes guerrilleros en Venezuela
En 1961 surge el Frente Simón Bolívar o Libertador, en las montañas del Humocaro Alto, al suroeste del estado Lara. Sus comandantes fueron Argimiro Gabaldón, Carlos Betancourt, Juan Vicente Cabezas, Iván Daza, Tirso Pinto, Pedro Cassiram, David Esteller y Raúl Serra. Se organizan el Frente José Antonio Páez en cerro Negro, estado Portuguesa. 
En la madrugada del 26 de junio de 1961 en Barcelona, estado Anzoátegui, el Cuartel Freites se alza contra el Gobierno de Rómulo Betancourt —el Barcelonazo—. Pese a que el movimiento amenaza con expandirse a La Guaira y Ciudad Bolívar, la intentona golpista es derrotada, dejando como saldo 17 muertos y 9 heridos, y es arrestado su líder, Luis Alberto Vivas Ramírez. En esta intentona también participaron militares adeptos al régimen perezjimenista.
El 27 de noviembre un grupo de jóvenes de la Juventud Comunista, denominado «Los Aguiluchos», como así fueron conocidos: José R. Bosque Figueroa, Antonio Paiva Reinoso, Rubén B. Palma Delgado, Efraín E. León Marcano y Girman Bracamonte, secuestran un avión DC-6B de la compañía AVENSA y lanzan sobre Caracas propaganda denunciando la represión del Gobierno de Rómulo Betancourt y la muerte de Livia Gouverneur.
El 15 de marzo de 1962 surge el Frente José Leonardo Chirinos (Occidente), en las montañas de Falcón y Yaracuy. Sus comandantes fueron Douglas Bravo, Luben Petkoff, Elías Manuitt Camero y Elegido Sibada (a) Magoya. Combatió con intermitencias contra el ejército. A este frente pertenecieron Teodoro Petkoff, José Manuel Saher (alias Chema), Domingo Urbina y Alí Rodríguez Araque, entre otros. 
El ingeniero Juan Vicente Cabezas comandó desde mediados de 1962 el Frente José Antonio Páez. El grupo guerrillero actuó en Trujillo, Barinas y Portuguesa y fue encabezado por un sector radicalizado del partido Unión Republicana Democrática. Surge en Oriente el Frente Manuel Ponte Rodríguez. Fueron sus comandantes Alfredo Maneiro y el teniente Héctor Fleming Mendoza.

#### El Carupanazo y Porteñazo

Tanto el Partido Comunista como el Movimiento de Izquierda Revolucionaria fueron acusados de participar en el Carupanazo y el Porteñazo.

El 4 de mayo de 1962 en Carúpano, estado Sucre, fuerzas militares al mando del capitán de corbeta Jesús Teodoro Molina Villegas, del mayor Pedro Vegas Castejón y del teniente Héctor Fleming Mendoza, se alzaron contra el gobierno nacional, ocupando las calles y edificios de la ciudad, el aeropuerto y la emisora Radio Carúpano desde donde lanzaron un manifiesto a nombre del Movimiento de Recuperación Democrática. 
El presidente Betancourt logra sofocar a los insurrectos mediante la movilización de efectivos leales, combinados con ataques de la Aviación y el bloqueo del puerto por parte de las unidades navales en lo que se denominó la Operación Tenaza. Ante tales hechos, Betancourt suspendió las garantías constitucionales, acusó al PCV y al MIR de estar involucrados en la sublevación y promulgó el decreto Nro. 752 suspendiendo el funcionamiento de ambos partidos en todo el territorio nacional. El 4 de mayo en un enfrentamiento con la policía del estado Falcón en el sitio conocido como «Los Evangelios» fue capturado Chema Saher junto a sus compañeros Rafael Antonio García Lovera y Rómulo Valero. 
Se crea el Frente de Liberación Nacional (FLN) y su brazo armado las FALN. El 2 de junio, Puerto Cabello fue escenario de una cruenta lucha entre tropas leales al presidente Rómulo Betancourt y fuerzas sublevadas de la base naval con apoyo de civiles y guerrilleros comunistas. Este hecho, que convirtió a la ciudad en campo de batalla, se conoce como el Porteñazo. Luego de tres días de combate se cuantificaron un total de 400 muertos y 700 heridos.
El 3 de junio, el Ministerio de Relaciones Interiores anunció que las Fuerzas Armadas leales al gobierno habían puesto fin a la rebelión con un saldo de más de 400 muertos y 700 heridos. Tres días después, son capturados los jefes del alzamiento capitán de navío Manuel Ponte Rodríguez, el capitán de fragata Pedro Medina Silva y el Capitán de corbeta Víctor Hugo Morales. Ese mismo día cae el último reducto de los insurrectos, el Fortín Solano tras dos días de bombardeo de la fuerza aérea.

#### Crisis en el Congreso
El 30 de junio de 1962 renuncia al Congreso Nacional el diputado Fabricio Ojeda enviando una emotiva carta de protesta y marcha a los Andes a organizar un frente guerrillero bajo el lema «Hacer la patria libre o morir por Venezuela». La primera página de Últimas Noticias del 3 de enero de 1963 reseñó la alocución de año nuevo del presidente Betancourt donde dijo: «No habrá amnistía». El pronunciamiento dejó clara la poca disposición a otorgarle el «perdón» a quienes participaron en los intentos sediciosos del Carupanazo y el Porteñazo.
En los días siguientes las protestas en el Congreso de la República fueron constantes y como medida de control ante la rebelión parlamentaria, Betancourt ordenó cárcel para los diputados miembros del PCV y del MIR «Sin allanarles la inmunidad y actuando al margen de la Constitución de 1961 que él mismo había promulgado», según el historiador Lionel Muñoz.
En febrero surge el Frente José Antonio Páez (Llanos de Apure). Tuvo seis comandantes: el sargento de la Marina Adalberto González, Francisco Prada, Fabricio Ojeda y Ángel María Castillo. El Movimiento de Izquierda Revolucionaria (MIR) organiza el Frente Ezequiel Zamora, en el Oriente del país específicamente en la zona de El Bachiller, montañas del estado Miranda, cercanas a Caracas. Sus comandantes fueron Alfredo Maneiro, Américo Martín, Moisés Moleiro y Fernando Soto Rojas.

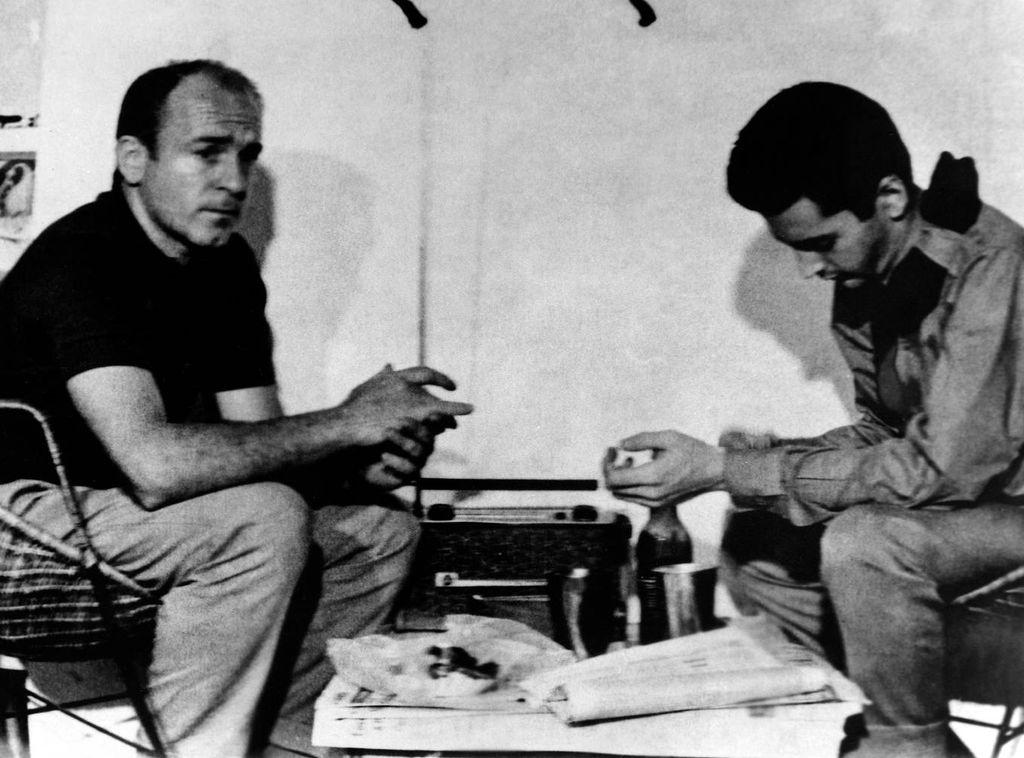
Alfredo Di Stéfano junto con el guerrillero de Paúl del Río durante su secuestro por la FALN.

Asimismo, en 1963, el robo de valiosos cuadros de la Muestra de Arte Frances expuesta en el Museo de Bellas Artes, el acto de pirateria en detrimento del buque Anzoátegui y el secuestro del jugador de fútbol Alfredo Di Stéfano, estrella del Real Madrid, fueron utilizados como herramienta de denuncia o propaganda política contra el sistema de gobierno de Rómulo Betancourt. Al frente de estas operaciones estuvo Paúl del Río conocido como «Máximo Canales». Las acciones guerrilleras se intensifican, en todo el país la guerrilla asesina policías para obtener armas de fuego, al mismo tiempo empiezan a involucrándose en actividades ilícitas como el atraco a entidades bancarias con la excusa de recaudar fondos.
El 29 de agosto de 1963 el comandante Teodoro Petkoff se fuga descolgándose del séptimo piso del Hospital Militar, a donde había sido trasladado después de fingir enfermedad, ingiriendo, para la treta, medio litro de sangre humana.

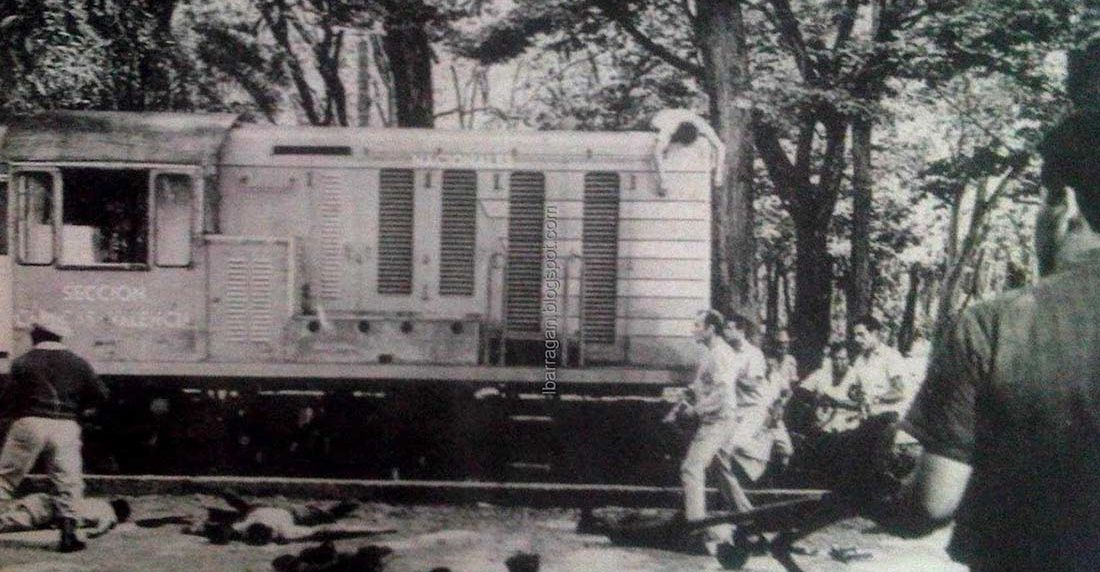
Asalto al Tren del Encanto.

El 30 de septiembre guerrilleros del comando César Augusto Ríos que ejecutaban la Operación Italo Sardi, aunque en muchas de las pintas decían que se trataba de la Operación Olga Luzardo, asaltan el tren turístico de El Encanto con un saldo de 5 guardias nacionales asesinados, lo cual causó una gran conmoción en el ámbito nacional e internacional.
En los días subsiguientes las detenciones se contaron por centenares, se allanó la inmunidad parlamentaria de los diputados al Congreso Nacional por el PCV y el MIR y su detención para ser sometidos a juicios militares. Gustavo Machado (siendo diputado en ejercicio) junto a su hermano Eduardo, Jesús Faría, Eloy Torres, y otros disidentes fueron encarcelados en el cuartel San Carlos o fueron exiliados. Desde mediados de 1963 Argimiro Gabaldón y Pedro Duno lograron fortalecer el Frente Guerrillero Simón Bolívar, mientras que José Vicente Cabezas desplaza la guerrilla del Frente José Antonio Páez desde El Charal a Lara. Ambos frentes se concentran con miras a activar en diciembre del mismo año el llamado Plan Caracas.
El coronel James Chenault, agregado militar de la embajada norteamericana en Caracas fue secuestrado por guerrilleros de las FALN en noviembre de 1963 y liberado nueve días después.

#### Unidades especiales antiguerrilla y reapertura de cárcel de la isla del Burro

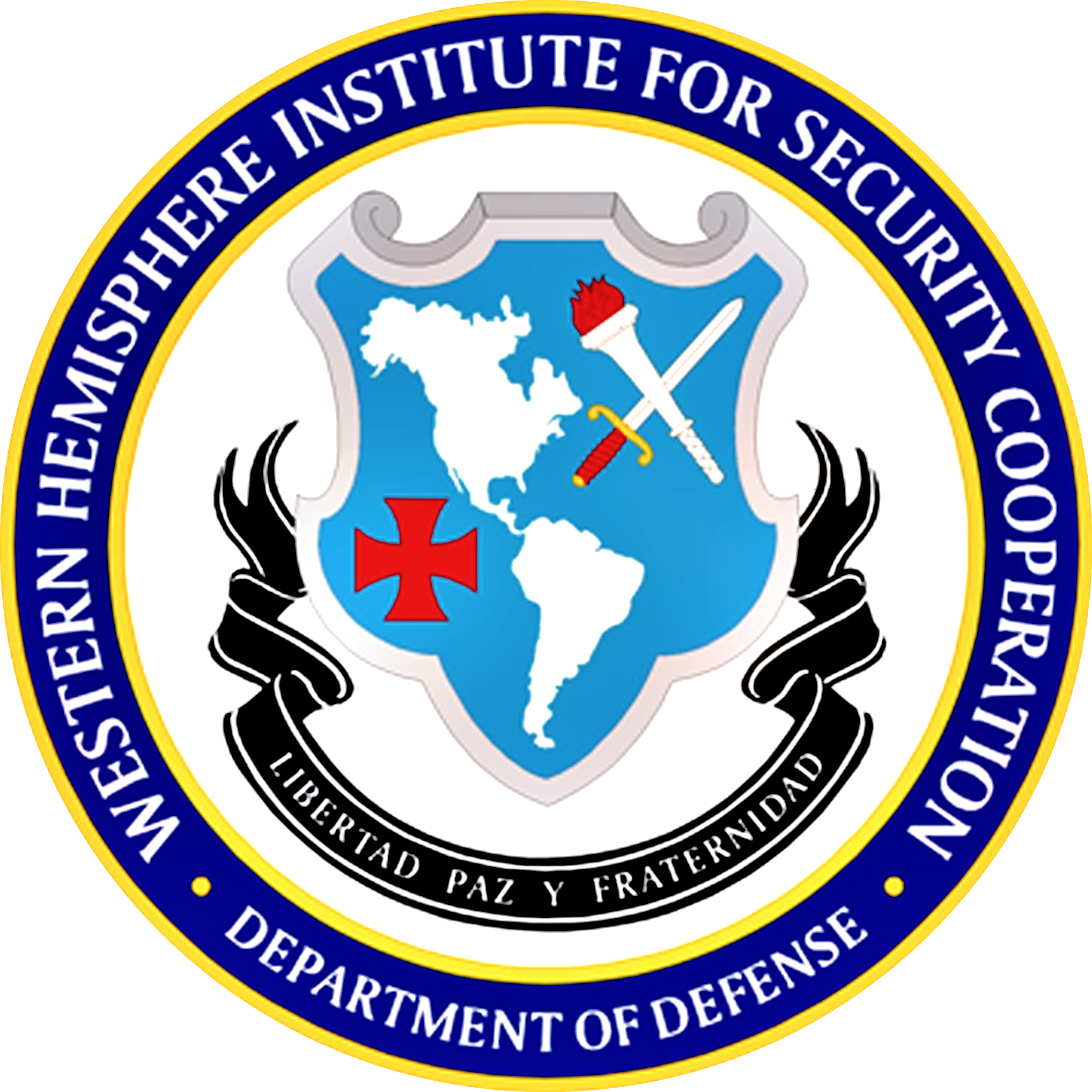
El Instituto del Hemisferio Occidental para la Cooperación en Seguridad, anterior Escuela de las Américas, sirvió para la formación las unidades especiales antiguerrilla conocida como los Cazadores.

El Ministerio de la Defensa crea las unidades especiales denominadas «Cazadores» debido a la necesidad que tenía el Ejército Venezolano de contar con soldados que pudieran hacer frente a la guerrilla de las FALN. Los Cazadores eran la punta de lanza y las unidades mejor entrenadas del ejército venezolano. Tal fueron los éxitos obtenidos en la aniquilación de las guerrillas, que desde 1963 se a 1967 se crearon 13 batallones de Cazadores. Eran batallones de infantería ligera altamente entrenados, disciplinados, y equipados especialmente para luchar siguiendo las tácticas de la guerra irregular o guerra de guerrillas desarrolladas por el ejército norteamericano en Vietnam, entrenados según la doctrina antiinsurgente de la Escuela de las Américas. El 5 de octubre se reabre la cárcel de la isla del Burro en medio del lago de Valencia. 
El 5 de noviembre los presos políticos civiles y militares de la isla del Burro entran en huelga de hambre, apenas a un mes de haber llegado a esa prisión. En acciones de guerrilla urbana las FALN trataron de sabotear sin éxito las elecciones presidenciales de diciembre de 1963. La consigna era asesinar un policía al día.

#### Indulto a Chema Saher
El 10 de marzo de 1964 es indultado por el presidente Betancourt el guerrillero Chema Saher y a través de la Cancillería se logra el salvoconducto para que viaje con sus padres a Estados Unidos.

### Presidencia de Raúl Leoni

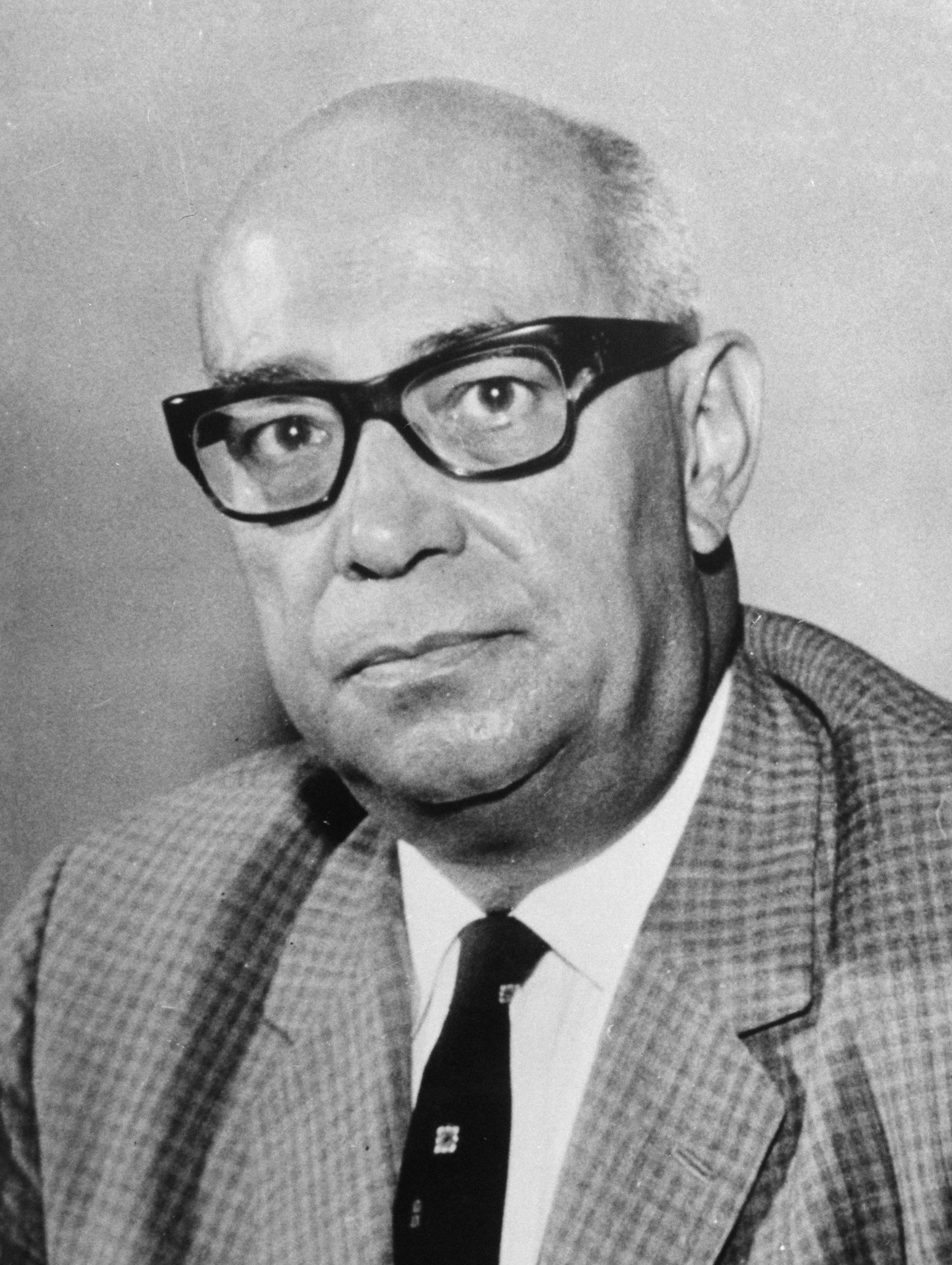
Raúl Leoni, presidente de Venezuela entre 1964 y 1969.

En 1964 el presidente Raúl Leoni hereda una conflictiva situación política: la prisión de los exparlamentarios de izquierda, el combate contra las guerrillas, y la ruptura de relaciones diplomáticas con Cuba, que mantiene fuerte confrontación con Estados Unidos y cuya influencia en los movimientos revolucionarios latinoamericanos es decisiva. Durante su gobierno son sometidos a juicio militar los exparlamentarios de izquierda y otros activistas recluidos en la isla del Burro, el cuartel San Carlos, Tacarigua y el Hospital Militar. Salen de la cárcel al destierro los líderes comunistas Eloy Torres y Jesús Faría, y los miristas Domingo Alberto Rangel y Jesús María Casal Montbrum. En marzo el gobierno nacional ofreció una remuneración de 15 mil bolívares por quien trajese con vida o muerto a Argimiro Gabaldón llamado «Comandante Chimiro». En mayo la Digepol practica un allanamiento a la Universidad Central de Venezuela en búsqueda de armamentos. 
El 9 de octubre las FALN secuestraron el segundo jefe de la Misión Militar de los Estados Unidos, el coronel Michael Smolen. Liberado tres días después, Smolen revelaría que había sido secuestrado como una acción de protesta por la condena a muerte del guerrillero vietnamita Nguyễn Văn Trỗi, el cual había sido descubierto cuando colocaba una carga explosiva debajo de un puente por el que iba a pasar el Secretario de Defensa Robert MacNamara. El entrenamiento de Smolen en labores de inteligencia, le permitió recopilar información que llevó a la identificación de varios de sus secuestradores. La captura de los mismos se tradujo en el desmantelamiento de las UTC en las principales ciudades de Venezuela.
Se organiza en las montañas del oriente venezolano el Frente Guerrillero Manuel Ponte Rodríguez, que contó en sus filas al comandante Gabriel Puerta Aponte.En noviembre de 1964 la revista Venezuela Gráfica y el diario La Extra son suspendidos por reproducir un documento acerca de «las atrocidades cometidas en Lara, Falcón y otros estados» en la lucha antiguerrillera. 
El jefe guerrillero Argimiro Gabaldón fallece el 13 de diciembre por una herida de bala en el Centro de Salud Egidio Montesinos ubicado en El Tocuyo, estado Lara. Se atribuyó su muerte a un lastimoso “accidente” debido al escape de una bala venida del arma de su compañero de lucha Jesús “Chucho” Betancourt, también conocido como “Comandante Zapata”. En enero de 1965 surge en el estado Apure la última fila cívico-militar que fue el Frente de Los Llanos Ezequiel Zamora que mantuvo tres comandantes: el Sargento de la Marina Adalberto González, Francisco "El Flaco" Prada y Ángel María Castillo. El 22 de mayo el gobierno de Raúl Leoni intensifica la represión contra dirigentes, militares de izquierda  y opositores a la política oficial. 
Para reprimir y combatir el movimiento guerrillero en forma más eficaz se crea el Comando de Operaciones Conjuntas, organismo militar que agrupa a los cuatro componentes de las Fuerzas Armadas nacionales como lo son: el Ejército, la Marina, Aviación y la Guardia Nacional. Su centro de operaciones para la época estuvo ubicado en el Fuerte Tiuna. La DIGEPOL arresta al joven poeta Ángel Eduardo Acosta por haber publicado unos versos titulados Los Guerrilleros y los Poetas. También fueron detenidos Horacio Scout Power presidente de la Central Unitaria de Trabajadores de Venezuela (CUTV), Máximo Gutiérrez, Manuel Lückert, Luis Mota, Rufino Terán, José Manuel Briceño, y Juan José Briceño entre otros dirigentes. En julio de 1965, Orlando Araujo y Federico Álvarez son encarcelados por incluir en el semanario Qué un detallado relato sobre atropellos en varias zonas campesinas. Denuncias semejantes formulan delante del Congreso Nacional los diputados José Vicente Rangel y José Herrera Oropeza. El 27 de octubre el cadáver del profesor Alberto Lovera es encontrado en las playas de Lechería, estado Anzoátegui. Las fotos publicadas en diversos medios producen un hondo impacto en la opinión pública.
Las FALN se dividieron del PCV debido a la separación de Douglas Bravo, y en abril de 1966 surgen las FALN del Partido de la Revolución Venezolana (PRV), que comprendía solamente al Frente José Leonardo Chirinos en Falcón. Las FALN del PCV dejaron de funcionar orgánicamente desde esta época y fueron oficialmente disueltas en febrero de 1969.
El 23 de enero de 1966 muere en combate Iván Daza comandante de la Brigada 31 en un enfrentamiento con el ejército en el campamento La Calavera, en los alrededores del caserío Las Adjuntas, municipio Morán, estado Lara. Había sido un destacado dirigente estudiantil desde los tiempos de la lucha clandestina contra el perezjimenismo, cuando fue apresado y cruelmente torturado por su participación en las protestas de noviembre de 1957. Se disuelve el Frente Guerrillero Manuel Ponte Rodríguez y es reorganizado por el MIR con el nombre de Frente Guerrillero Antonio José de Sucre entre los estados Sucre, Monagas y Anzoátegui. Sus líderes fueron Carlos Betancourt, Américo Silva y Gabriel Puerta Aponte.
El 18 de julio en el marco de la Operación Simón Bolívar financiada por Fidel Castro se efectuó un desembarco de cuadros cubanos y venezolanos en las costas de Falcón. Este grupo al mando de Luben Petkoff y el coronel Orlando Ochoa, héroe de Bahía de Cochinos,  logró unificar al Frente Guerrillero José Leonardo Chirinos de las FALN.  Ochoa participó en la emboscada de Cerro Atascadero el 16 de septiembre de 1966 entre Yumare y Duaca (Estado Yaracuy), donde mataron a un oficial, a un suboficial e hirieron a dos soldados.
El gobierno de Raúl Leoni implementa lo que se denominó «militarización de la justicia»; y los guerrilleros y sospechosos de «subversión» son combatidos a sangre y fuego con los teatros de operaciones (TO), bombardeos y desapariciones (figura antes inexistente) y con la acción combinada de la DIGEPOL, el SIFA y los Cazadores. Se realiza la Primera Conferencia de la Montaña entre el 26 y 29 de diciembre de 1966.
El 1 de enero de 1967 el comandante Luben Petkoff dirigió una columna guerrillera que salió hacia los Andes venezolanos en la llamada "Marcha de la Reunificación". En esta época la guerrilla se dedicó a caminar más de dos mil kilómetros entre los estados Falcón, Yaracuy, Lara, Cojedes, Portuguesa, Trujillo y Barinas. Se presentaron muy pocos combates, siendo la fama de combativa de la guerrilla más leyenda que otra cosa.
El 7 de febrero Teodoro Petkoff junto a Pompeyo Márquez y Guillermo García Ponce, se fugan del Cuartel San Carlos por medio de un túnel que había sido construido de afuera hacia adentro. La obra fue llamada el túnel de La Reconciliación. El 25 de febrero el coronel Ochoa comandó la columna que participó en la emboscada El Mortero, entre Sanare y El Blanquito (estado Lara), contra efectivos del Ejército de Venezuela, donde mataron a 3 efectivos e hirieron a 8. 
El 1 de marzo una célula de las FALN secuestra Julio Iribarren Borges, exdirector del Instituto Nacional de los Seguros Sociales, y hermano del canciller Ignacio Iribarren Borges. Fue hallado muerto el 3 de marzo motivando la suspensión de las garantías constitucionales.
El 23 de marzo, el Chema Saher herido en combate en El Bachiller, se rinde ante un contingente del ejército nacional y sale confiado a entregarse, pero un grupo de miembros de la Digepol acribilla al joven dirigente de 25 años de edad. Su cuerpo fue enviado a Caracas y luego trasladado a Coro donde se le sepulta en medio de una profunda manifestación de dolor colectivo en un funeral encabezado por su propio padre entonces gobernador del estado Falcón.
El 8 de mayo una fuerza guerrillera conformada por cuatro cubanos y siete venezolanos al comando de Fernando Soto Rojas desembarcó en la playa de Machurucuto, pero fueron derrotados casi de inmediato por las Fuerzas Armadas de Venezuela. El incidente de Machurucuto fue denunciado ante la OEA y ocasionó la ruptura de relaciones diplomáticas entre Cuba y Venezuela. El 1 de junio son detenidos en el puerto de La Guaira, a borde del buque español “Satrústegui”, los comandantes guerrilleros Américo Martín y Félix Leonet Canales. El 16 de marzo de 1968 el comandante Luben Petkoff encabeza un grupo de 24 combatientes que se separa de las FALN.
El 21 de marzo un Convair 580 propiedad de Avensa fue secuestrado por un guerrillero mientras cubría la ruta entre Maiquetía y Maracaibo, y obligan a la tripulación a desviarse hacia Cuba. Al aterrizar y no recibir apoyo, el guerrillero se entrega a las fuerzas policiales. El VIII pleno del PCV, celebrado en abril, decide abandonar la lucha armada y participar en las elecciones presidenciales de diciembre de 1968. En noviembre de 1968, el comandante Cassiram (Alí Rojas), conjuntamente con el Mayor Vegas Castejón, Capitán de Aviación Raúl Hernández Wonhsiedler y el Ingeniero Agrónomo Antonio Fernández, fueron hechos prisioneros por el Servicio de Inteligencia de las Fuerzas Armadas (SIFA) y luego todos fueron trasladados al Cuartel San Carlos. El Teniente de Navío Bernardo Jurado Toro, llevó a cabo la misión de interceptar 3 naves de bandera cubana que navegaban en aguas territoriales venezolanas en noviembre del 1968. En amplios reportajes de los diarios de la época se describen las maniobras para la captura del Alecrín, tripulado por supuestos pescadores que no se comportaban como tales cuando se les interrogaba en la base naval de Carúpano donde fueron detenidos.

### Presidencia de Rafael Caldera

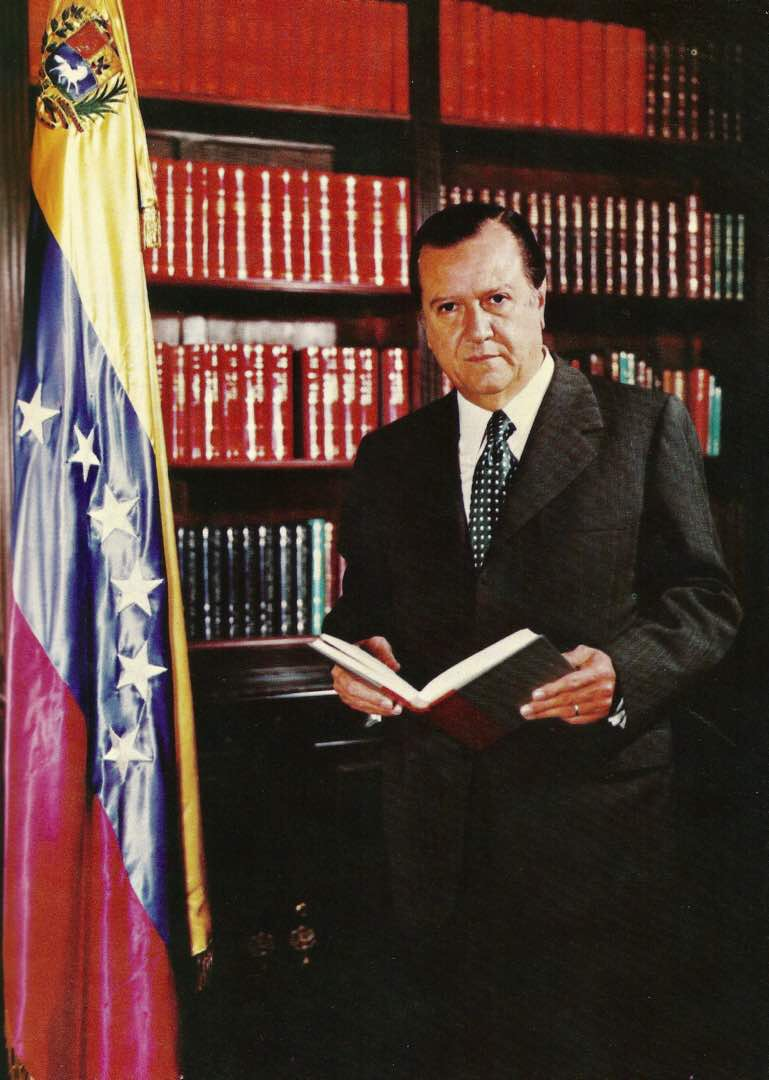
Durante el primer gobierno de Rafael Caldera (1969-1974) se llevó a cabo una política de "pacificación".

En 1969 el presidente Rafael Caldera encuentra la vía para contener la oposición armada. Legaliza el PCV y crea el Comité de Pacificación, presidido por el cardenal José Humberto Quintero e integrado por figuras de la sociedad civil y antiguos miembros de «la lucha armada». Como producto de la política de pacificación las FALN fueron oficialmente disueltas en febrero de 1969. Los grupos subversivos habrían tomado una actitud de repliegue, algunos jefes guerrilleros entregaron las armas y se incorporaron al debate democrático.
No obstante, persistieron brotes guerrilleros y algunos grupos urbanos, aunque en proceso de redefinición o disgregación. Las FALN del PRV de Douglas Bravo siguieron operando activamente hasta finales de los años setenta, cuando el partido pasó a convertirse en el movimiento Tercer Camino, conservando el nombre de PRV.  
En noviembre las dos hijas mayores del presentador televisivo Renny Ottolina fueron secuestradas al momento de salir de casa rumbo a la escuela; los secuestradores exigieron el pago de 500.000 mil bolívares, en pocas horas estuvieron de regreso en casa sanas y salvas. En diciembre, Gabriel Puerta Aponte se separó del Frente Guerrillero Antonio José de Sucre, por fricciones y pugnas de liderazgo.

#### Allanamiento de la Universidad Central de Venezuela
El 31 de octubre de 1969 por órdenes del presidente Rafael Caldera, es allanada la Universidad Central de Venezuela, dando inicio al más prolongado y costoso conflicto en la historia universitaria del país. Mediante la Operación Canguro se autorizó el ingreso al recinto universitario de más de 2.000 hombres de las fuerzas de seguridad incluyendo la Policía Técnica Judicial (PTJ), el Ejército, la Guardia Nacional, la Policía Metropolitana (PM) y de la antigua Dirección de los Servicios de Inteligencia y Prevención (DISIP).

### Años setenta
Gabriel Puerta Aponte fundó el 20 de enero de 1970 el movimiento de extrema izquierda Bandera Roja (BR). La Organización de Revolucionarios (OR) surge formalmente el 15 de mayo de 1970, tras la expulsión de Julio Escalona, Marcos Gómez y Fernando Soto Rojas del Frente Antonio José de Sucre, estructurado como tendencia marxista-leninista del MIR.
El comandante Soto Rojas se marcha hacia el Medio Oriente para sumarse a la Resistencia Palestina como combatiente, donde ostenta la condición de militante de la Causa Palestina.
El 1 de junio de 1972 células de Bandera Roja ejecutarían el secuestro del empresario Carlos Domínguez Chávez (El Rey de la hojalata) por el cual se pediría (por primera vez) rescate en Venezuela. El día siguiente, todos los medios de comunicación se encontraban en el callejón Monteverde de la urbanización El Paraíso, en Caracas, frente a la casa del industrial Carlos Domínguez cuando fueron acribillados José Rafael Bottini Marín y Ramón Antonio Álvarez, comandantes del grupo guerrillero Punto Cero. Por esa razón las televisoras y emisoras de radio de la capital, transmitieron en vivo el enfrentamiento con agentes de la DISIP comandados por Luis Posada Carriles, que de acuerdo a lo que dijo la policía en el momento, iban a cobrar el rescate de Domínguez, historia que luego, por inverosímil, fue cambiada por la de que intentaban atracar un Banco Comercial situado frente a la casa de este industrial.
El día 3 de junio la DISIP ejecutó la llamada masacre de La Victoria, donde mueren 7 integrantes de la dirección de Punto Cero más un ciudadano español que les acompañaba y había solicitado que le dejaran salir junto con los niños que se encontraban dentro de la vivienda. Este ciudadano fue ejecutado enfrente de los niños, apenas se entregó. Luego las mujeres esposas de los guerrilleros muertos fueron detenidas junto con sus niños para ser sometidos a torturas y encarcelados en condiciones infrahumanas.
En 1973 debido a sus actividades subversivas (secuestro de varios empresarios, así como el intento de secuestro del dirigente de AD Gonzalo Barrios), Puerta Aponte fue arrestado por la DISIP y confinado en el Cuartel San Carlos.
En 1975 25 guerrilleros de Bandera Roja lograron fugarse del Cuartel San Carlos en enero mediante un túnel secreto construido de afuera hacia adentro.
El 27 de febrero de 1976 se llevó a cabo la Operación Argimiro Gabaldón cuando guerrilleros de la Liga Socialista (LS) secuestraron a William Niehaus, ciudadano norteamericano, presidente de la Owens-Illinois de Venezuela. Éste fue uno de los secuestros políticos de más larga duración que se conoce en Venezuela, que se extendió hasta 1979. Acusados por dicho secuestro son llevados a la cárcel los dirigentes Salom Mesa Espinoza (MEP), Fortunato Herrera (URD), Carlos Lanz y David Nieves (LS), Iván Padilla, entre otros. Poco después, el 26 de julio fue asesinado en los sótanos de la DISIP el dirigente Jorge Rodríguez, secretario general de la Liga Socialista y acusado de haber sido participe del secuestro.

### Años ochenta
El 7 de diciembre de 1981 tres (3) aviones de Avensa y Aeropostal fueron secuestrados con más de 200 personas a bordo retenidas como rehenes, aterrizaron, tras haber permanecido diez horas en Colombia y liberar a 54 personas, en Tegucigalpa, mientras el tercero lo hizo en el aeropuerto de la capital de Guatemala. La liberación de un grupo de "presos políticos" y diez millones de dólares es lo que piden los secuestradores por la puesta el libertad de los rehenes. Con este última operación virtualmente quedaron cancelados los secuestros de aviones en Venezuela con fines políticos.
En enero de 1982, el Frente Guerrillero Américo Silva de Bandera Roja obtiene varias victorias militares, como la toma de San Antonio de Maturín, San Félix de Caicara, la Alcabala de Santa María de Ipire. En el enfrentamiento de Barbacoas, causó varias bajas al Ejército entre muertos y heridos y un agente de la DISIP que fue capturado y posteriormente liberado. La toma de los pueblos de Santa Inés y Bergantín daba muestra de la disposición de lucha de ese grupo.
El 4 de octubre de 1982 una operación militar llevada a cabo por diferentes fuerzas de seguridad del gobierno de Luis Herrera Campíns da muerte a 23 combatientes de un grupo de 41 insurgentes marxistas en las cercanías de la ciudad de Cantaura, estado Anzoátegui. En esta operación considerada una masacre por los sectores de izquierda venezolana, fue bombardeado un campamento del Frente Guerrillero Américo Silva levantado en armas. Dentro de ese grupo hubo sobrevivientes como Alejandro Velásquez Guerra, que más tarde narrarían lo sucedido en el sitio.
El 8 de mayo de 1986 nueve dirigentes sociales fueron capturados y posteriormente asesinados por un comando de la DISIP en la masacre de Yumare, a las órdenes del entonces comisario Henry López Sisco. Tras realizar la ejecución, los efectivos de la DISIP manifestaron que estas nueve personas “formaban parte de la guerrilla”. Sin embargo, los estudios criminalísticos y las evidencias ayudaron a demostrar lo contrario, y dejaron ver que lo de Yumare fue un ajusticiamiento, una masacre contra dirigentes sociales.[cita requerida]
Durante el gobierno de Jaime Lusinchi, el 29 de octubre de 1988 en la localidad de El Amparo, municipio Páez del estado Apure fronterizo con Colombia, fueron asesinados 14 pescadores por funcionarios policiales y militares del Comando Específico José Antonio Páez (CEJAP), en una operación denominada “Anguila III”, que consistía en la lucha contra grupos subversivos colombianos. Las víctimas totales fueron 16, dos de ellas sobrevivieron. Esta matanza fue coordinada por los jefes del CEJAP el General Humberto Camejo Arias, el Coronel Enrique Vivas Quintero y el Jefe Nacional de Operaciones de la DISIP Henry López Sisco. Los efectivos justificaron la acción alegando que los pescadores eran guerrilleros colombianos que posiblemente estarían preparando acciones en el territorio venezolano. Pero, casi la totalidad de las víctimas eran venezolanos sin antecedentes judiciales.

## Divisiones
Las FALN se dividieron del PCV en 1965 debido a la separación de Douglas Bravo, y en abril de 1966 surgen las FALN del Partido de la Revolución Venezolana (PRV), que comprendía solamente al Frente Guerrillero José Leonardo Chirinos en Falcón. Las FALN del PCV dejaron de funcionar orgánicamente desde esta época y fueron oficialmente disueltas en febrero de 1969.
Sin embargo, las FALN del PRV siguieron operando activamente hasta finales de los años setenta, cuando el partido pasó a convertirse en el movimiento Tercer Camino, conservando el nombre de PRV.

## Consignas
- Hacer la patria libre o morir por Venezuela, creada por Argimiro Gabaldón
- Luchar hasta vencer, creada por Fabricio Ojeda
- ¡Nuevo Gobierno ya!
- ¡Elecciones no, guerrilla sí!

## Repercusión histórica
En el año 2017 los restos de Argimiro Gabaldón fueron trasladados al Panteón Nacional de Caracas, en ocasión del 98° aniversario de su natalicio, al igual que los restos de Fabricio Ojeda por decreto ejecutivo del Presidente Nicolás Maduro. Uno de los hijos de Ojeda critico al gobierno argumentando que no le gusta que "un gobierno que ha roto todos los récords perpetrando aquellas cosas contra las que él (refiréndose a su padre) en sus tiempos luchó" use la figura de Fabricio Ojeda para hacer propaganda política.

## En la cultura popular
La película venezolana de 1975, Crónica de un subversivo latinoamericano, del director Mauricio Walerstein, inspirada en sucesos reales, narra el secuestro del coronel estadounidense Michael Smolen, por parte de guerrilleros del FALN que intentaban detener la ejecución del guerrillero vietnamita  Nguyễn Văn Trỗi por parte de fuerzas estadounidenses. En el filme solo cambian el nombre real de algunos de los personajes, como es el caso de Michael Smolen, quien es interpretado por el actor mexicano Claudio Brook bajo el nombre ficticio de Robert Ernest Whitney.
Bajo la dirección de Miguel Curiel se estrena el documental Guerrilleros al poder en 1997. En 2005 se estrena el documental Secreto de Paúl dirigido por el español Borja Manso donde se describe el secuestro del futbolista Alfredo Di Stéfano a manos de la guerrilla venezolana bajo el liderazgo de Paúl del Río («Máximo Canales»). Postales de Leningrado estrenada en el 2007 es una película venezolana escrita y dirigida por Mariana Rondón. Está ambientada en el conflicto armado que enfrentó a las guerrillas comunistas de las FALN contra el ejército venezolano durante la década de 1960.